# Cephalotes curvistriatus
Cephalotes curvistriatus é uma espécie de inseto do gênero Cephalotes, pertencente à família Formicidae.